# شوربا
انواع آش ساده نمکدار، به‌ویژه آش ساده که با برنج و سبزی می‌پزند، را شوربا می‌گویند.

## واژه‌شناسی
واژهٔ «با» در فارسی به معنی خورش و در ترکیب شوربا و کدوبا و ماست‌با، اسپیدبا، غوره‌با، زیره‌با و غیره آمده بمعنی چند نوع طعام را یک نوع ساختن.   در پارسی به شوربا، خوردی نیز می‌گفته‌اند.
در آذربایجان شوربا را معادل آبگوشت بکار می‌برند، منظور از آن بیشتر آبگوشتی است که در آن رب و گوجه فرنگی به کار نرفته باشد که به آن خام شوربا یا بوز شوربا نیز می‌گویند.و سابقا غذای مجالس بوده است.